# Temple (New Hampshire)
Pour les articles homonymes, voir Temple (homonymie).
Temple est une municipalité américaine située dans le comté de Hillsborough au New Hampshire. Selon le recensement de 2010, sa population est de 1 366 habitants.

## Géographie
La municipalité s'étend sur 22,45 milles carrés (58,15 km2), dont 0,22 milles carrés (0,57 km2) d'étendues d'eau.

## Histoire
La localité est fondée en 1750 sur le territoire de Peterborough. Elle devient une municipalité en 1768 et prend le nom de John Temple, le lieutenant-gouverneur de John Wentworth.